# Chirocephalus pelagonicus
Chirocephalus pelagonicus är en kräftdjursart som beskrevs av Petkovski 1986. Chirocephalus pelagonicus ingår i släktet Chirocephalus och familjen Chirocephalidae. IUCN kategoriserar arten globalt som sårbar. Inga underarter finns listade i Catalogue of Life.